# 旧函館区公会堂
座標: 北緯41度45分54.1秒 東経140度42分32秒 / 北緯41.765028度 東経140.70889度
旧函館区公会堂（きゅうはこだてくこうかいどう）は、北海道函館市元町にある歴史的建造物。明治43年（1910年）に竣工したコロニアルスタイルの西洋館（設計は小西朝次郎）で、国の重要文化財に指定されている。

## 概要
明治40年（1907年）8月25日に発生した函館大火により、富岡町町会所、商業会議所が焼失した。岡本忠蔵ら有志は新たな集会所の建設の計画を立ち上げ「公会堂建設協議会」を結成した。建設費は約6万円と試算されたものの資金は1,917円10銭しか集まらなかった。1908年（明治41年）12月になって初代相馬哲平から函館区へ5万円の寄付の申し出があり、明治43年（1910年）、工費5万8,000円余りで完成した。新たな町会所の他、商業会議所事務所、ホテル営業も構想にあったが実現しなかった。
建設地は北海道庁立函館高等女学校跡地（相馬哲平案）、北海道庁函館支庁跡案（函館区会案。現：元町公園）、函館公園案、二十間坂突き当り案、イギリス領事館敷地案などがあったが、実地調査の結果、旧・女子高等小学校跡に決定。追加として元町51番地（区有宅地）元町48番地1の逓信省所有の宅地の交換も行った。
設計は小西朝次郎（函館出身）で、工事を請け負ったのは村木甚三郎である。
北海道特有の木造2階建ての擬洋風建築、アメリカのコロニアル風洋館で札幌の豊平館と並んで、明治期の洋風建築として注目される。左右対称のポーチを持ち、回廊で結ぶ中央にベランダを配し、左右のポーチにもベランダを持つ。屋根は桟瓦葺きで屋根窓を持つ。外壁は下見板張り（板の端部を重ねた羽重ねの、イギリス下見）。下見板張りと窓枠の塗装はブルーグレー（青灰色）とイエロー（黄色）に彩られている。この配色は、19世紀後半にアメリカで流行したヴィクトリアン様式のもの。
ポーチの袖妻には唐草模様を配し、玄関や回廊を支えるコリント式の円柱の柱頭に洋風の装飾が配され、当時の日本人職人の洋風建築技法の習得意欲がうかがわれる。
1階には大食堂や球戯室、2階には大広間、御座所、御寝室、御召替室がある。付属棟は木造平屋建であり、渡廊下でつながっている。本館の延べ床面積は1,761.308平方メートル（533.73坪）、付属棟は138.815平方メートル（42.06坪）である。
明治44年（1911年）、大正天皇が皇太子時代に来函、宿舎となった。その際に浴室や便所を増築し、貴賓室などを改装している。
また、大正11年（1922年）、昭和天皇が摂政宮のときにも休憩している。昭和26年（1951年）3月から昭和31年（1956年）までは函館地方海難審判庁が置かれ、洞爺丸事故の海難審判の会場ともなった。昭和55年（1980年）から一度目の解体修理復元が行われ、昭和57年（1982年）、当初の姿に戻った。昭和49年（1974年）に本館と附属棟の2棟が国の重要文化財に指定された。
平成30年（2018年）10月1日から令和3年（2021年）4月25日まで、二度目の耐震補強を含む大規模な保存修理工事を実施し、令和3年（2021年）4月26日、リニューアルオープンした。
「函館ハイカラ衣装館」を併設しており、ドレスやタキシード、矢絣、袴など当時をイメージした衣装をレンタルして着用し、公会堂の館内で写真撮影を楽しむことが可能である。

## 沿革
- 1907年（明治40年）
  - 8月 - 大火により町会所が焼失
  - 9月 - 新たな集会所建設の協議会が発足
- 1908年（明治41年）12月 - 初代相馬哲平が5万円を寄付
- 1909年（明治42年）
  - 2月 - 技師の小西朝次郎が各地の建築を調查
  - 5月 - 公会堂建設工事に着手
  - 10月 - 上棟式、竹内区長が東京で家具を視察
- 1910年（明治43年）9月 - 開堂式
- 1911年（明治44年）8月 - 皇太子（のちの大正天皇）が行啓
- 1922年（大正11年）
  - 7月 - 摂政宮（のちの昭和天皇）が行啓
  - 8月 - 市制施行祝賀式
- 1927年（昭和2年）5月 - 芥川龍之介と里見弴が講演、聴衆は1000人だった
- 1934年（昭和9年） - 函館大火により函館市役所本庁舎（初代）焼失に伴う仮庁舎として一時的に使用
- 1945年（昭和20年）11月 - 函館連隊区司令部が移転
- 1946年（昭和21年）1月 - 国立湯川病院・国立函館病院が移転
- 1951年（昭和26年）3月 - 函館地方海難審判庁が開庁
- 1957年（昭和32年）10月 - 公会堂としての利用が再開
- 1971年（昭和46年）3月 - 北海道有形文化財に指定
- 1974年（昭和49年）5月 - 国の重要文化財に指定
- 1980年（昭和55年）
  - 10月 - 保存修理に着手
  - 12月 - 附属棟が重要文化財に追加指定
- 1982年（昭和57年）11月 - 保存修理完了
- 1983年（昭和58年）4月 - 一般公開を開始
- 1989年（平成元年）10月 - 天皇・皇后が行幸
- 2018年（平成30年）10月 - 耐震補強を含む保存修理に着手
- 2021年（令和3年）3月 - 保存修理完了
- 2021年（令和3年）4月 - リニューアルオープン

## 周辺
- 北海道函館西高等学校
- 元町公園（隣接）
- 函館市旧イギリス領事館
- 旧相馬邸
- カトリック元町教会